# Paguristes ocellus
Paguristes ocellus is een tienpotigensoort uit de familie van de Diogenidae. De wetenschappelijke naam van de soort is voor het eerst geldig gepubliceerd in 2010 door Komai.